# 48047 Houghten
48047 Houghten è un asteroide della fascia principale. Scoperto nel 2001, presenta un'orbita caratterizzata da un semiasse maggiore pari a 2,2926455 UA e da un'eccentricità di 0,0555553, inclinata di 6,87812° rispetto all'eclittica.
L'asteroide è dedicato allo statunitense Christopher Houghten, tecnico specializzato in telescopi a puntamento automatico.